# Katarzyna Skowrońska
Katarzyna Ewa Skowrońska-Dolata (* 30. Juni 1983 in Warschau) ist eine polnische Volleyballspielerin.

## Karriere
Skowrońska spielte in ihrer Jugend bei Skra Warszawa und bei SMS PZPS Sosnowiec. Mit AZS AWF Poznań wurde sie 2003 polnische Vizemeisterin. Mit PTPS Piła belegte sie 2005 Platz 3 in der nationalen Meisterschaft. Danach wechselte die Angreiferin in die italienische „Serie A1“ zu Minetti Infoplus Vicenza und später zu Asystel Volley Novara. Mit Scavolini Pesaro gewann Skowrońska zweimal die italienische Meisterschaft und einmal den Pokal. 2010/11 spielte sie in der Türkei bei Fenerbahçe İstanbul und gewann auch hier die nationale Meisterschaft. Auch 2012 in China bei Guangdong Evergrande sowie 2013 und 2014 in Aserbaidschan bei Rabita Baku wurde sie nationale Meisterin. Nach einer Saison in ihrer Heimat bei Impel Wrocław spielte Skowrońska 2016/17 wieder in Italien bei Foppapedretti Bergamo, wo sie sich in der Rückrunde einen Kreuzbandriss zuzog und ausfiel. 2017/18 und 2018/19 war sie in Brasilien bei Hinode Barueri aktiv.
Skowrońska spielte von 2003 bis 2016 auch 288 mal in der polnischen Nationalmannschaft. Sie wurde 2003 und 2005 Europameisterin, nahm 2008 an den Olympischen Sommerspielen 2008 in Peking teil und gewann 2015 bei den Europaspielen in Baku die Silbermedaille.
Skowrońska wurde in zahlreichen Wettbewerben als „beste Punktesammlerin“ sowie als „wertvollste Spielerin“ ausgezeichnet.